# 茹科夫斯基 (莫斯科州)
茹科夫斯基是俄罗斯莫斯科州的一座城市，位于莫斯科河畔，距离首都和州首府莫斯科约40公里，面积31.86平方公里，人口101,328人（2002年）。
茹科夫斯基建于1935年，原名斯达汉诺沃（Стаханово），以纪念著名矿工阿列克谢·斯达汉诺夫。1947年建镇并更名为茹科夫斯基，以纪念空气动力学和流体动力学先驱尼古拉·叶戈罗维奇·茹科夫斯基。
格罗莫夫飞行研究院和中央空气流体动力学研究院位于茹科夫斯基。

## 名人
- 尤里·博尔扎科夫斯基：田径运动员

## 姐妹城市
- 丹麦叙達爾斯
- 法國勒布爾熱